# Forêt en Espagne

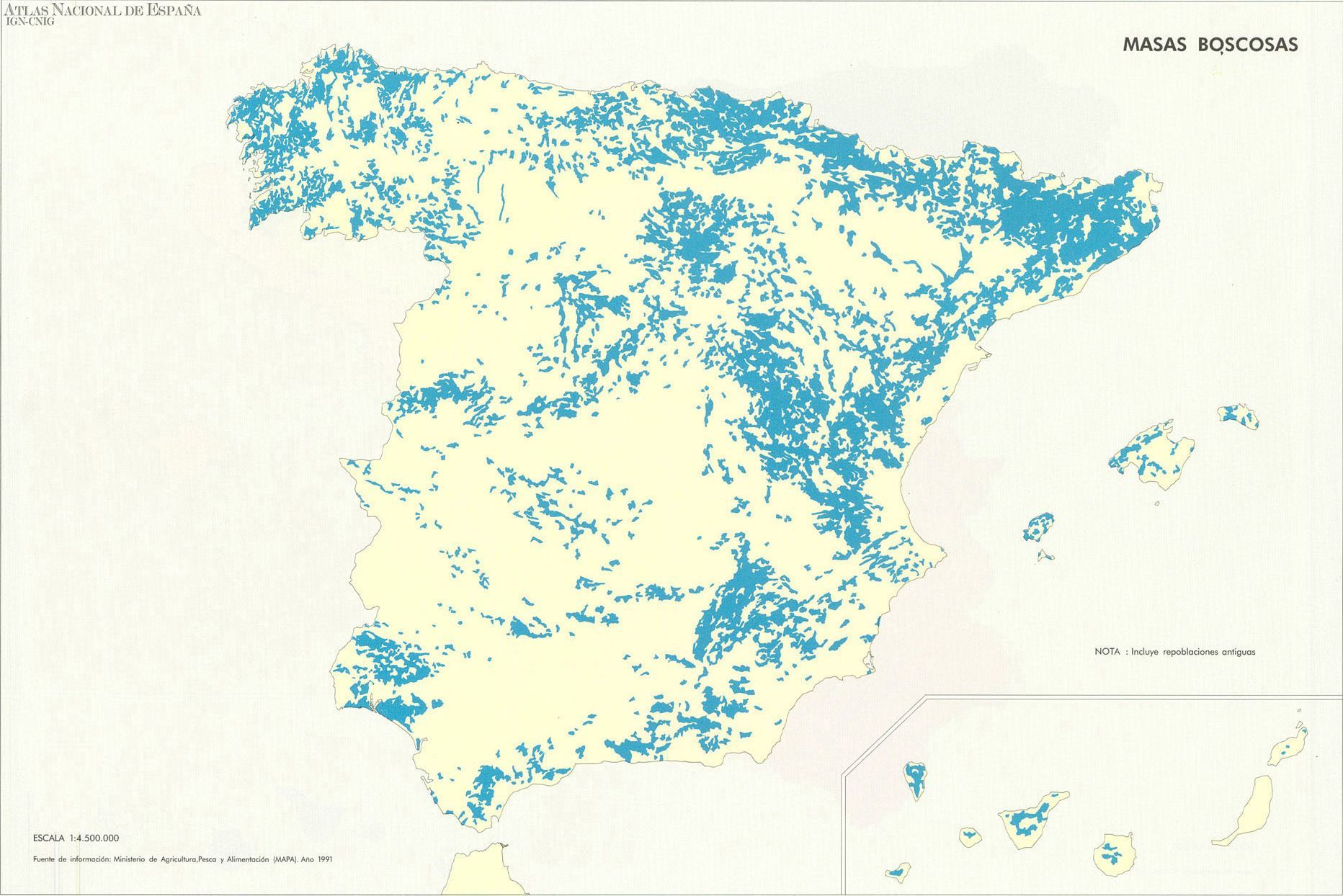
Implantation des massifs forestiers en Espagne

Les forêts en Espagne couvraient 229 736 km2 (soit 45 % du territoire national) en 1996, dont 88 000 km2 étaient exploités régulièrement. Aujourd'hui, cependant avec 18,6 millions d'hectares, l'Espagne se situe en 3e place en Europe pour le taux de couverture forestière après la Suède (28 millions d’hectares) et la Finlande (22,4 millions).

## Évolution
L'Espagne, avec une augmentation de 34% dans la période de 1990 a 2020 se situe comme le deuxième pays de l'UE après l'Irlande (69%) où la croissance des forêts est le plus considérable. La superficie des forêts de l'UE était de 38% en 2016.
Au Moyen-âge la destruction de la forêt en Espagne a été progressive mais beaucoup plus rapide à l'époque récente. La crise forestière commence au XVe siècle, avec la découverte du nouveau monde et l'expansion de l'Espagne. La construction navale utilise beaucoup de bois, et l'agriculture se développe 
Un vaste programme de reboisement a été mis en œuvre à partir de 1940.
En raison du climat, les forêts sont particulièrement sensibles aux incendies.

## Variétés
La variété la plus répandue est le pin maritime qui représente 20,2 % du total, devant le pin d'Alep et le pin sylvestre.
On trouve aussi des forêts de chênes. La répartition des pluies détermine en grande partie la répartition des espèces végétales, zone humide correspondant à la zone septentrionale et occidentale, la zone sèche occupant le reste du territoire; les véritables forêts se concentrent surtout dans la zone humide.
Dans les Pyrénées, ce sont les forêts de pinèdes qui dominent, avec des feuillus de type chêne vert/chêne liège, ainsi que des hêtres aux extrémités.

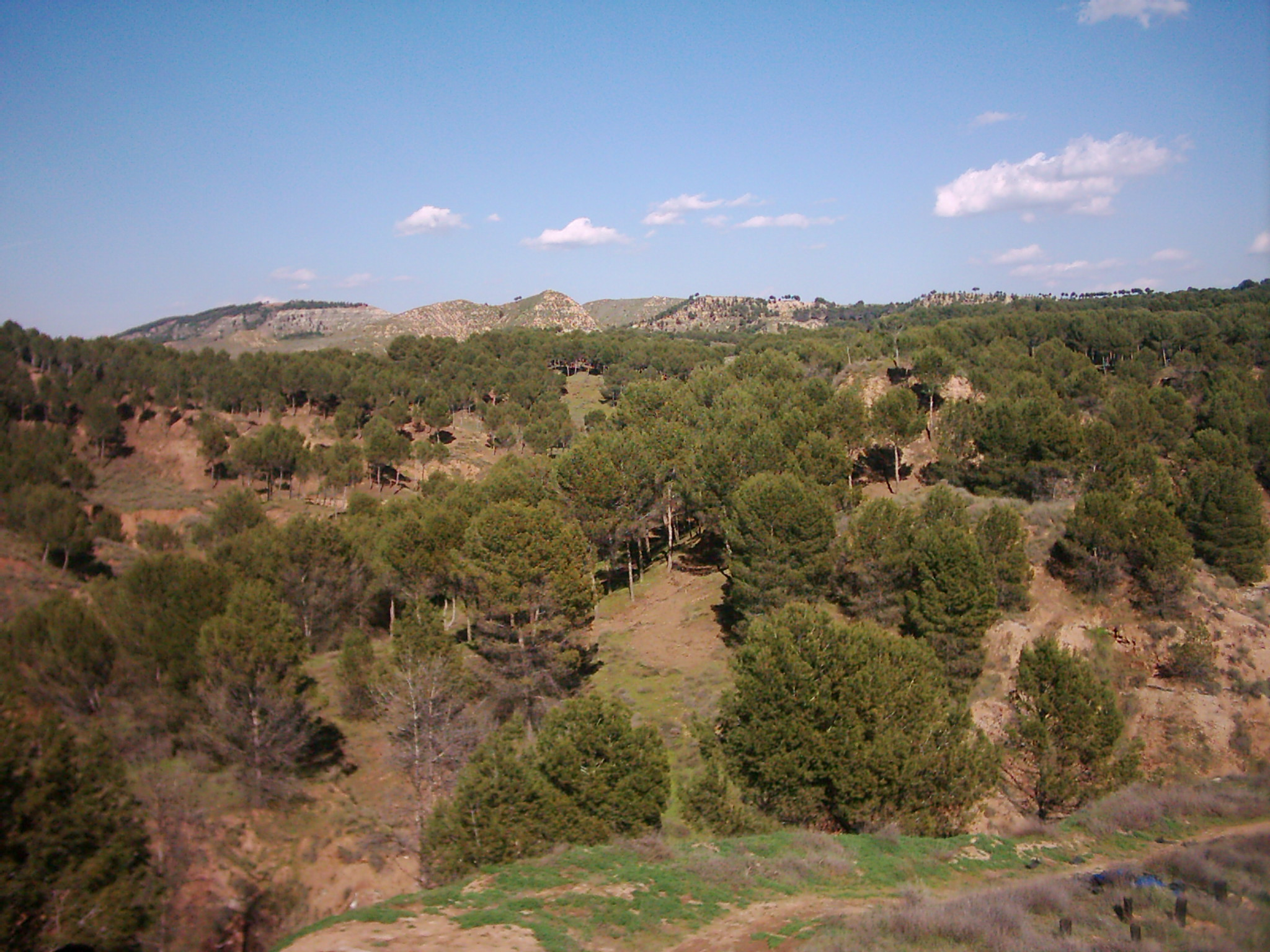
Parc naturel protégé de les Cerros à Alcalá de Henares (Communauté de Madrid)
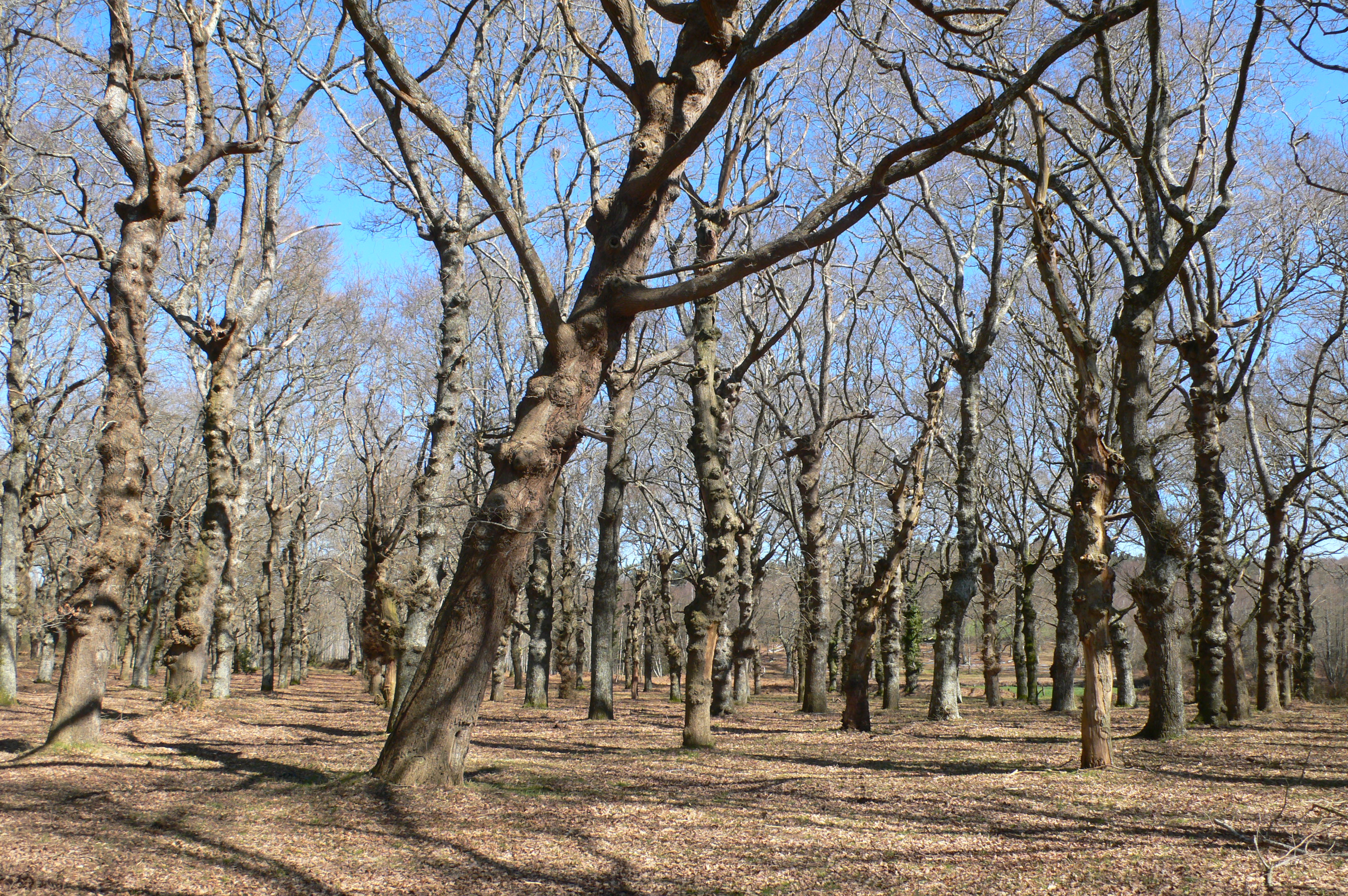
Chênaie de Barcia à Lalín (Galice)
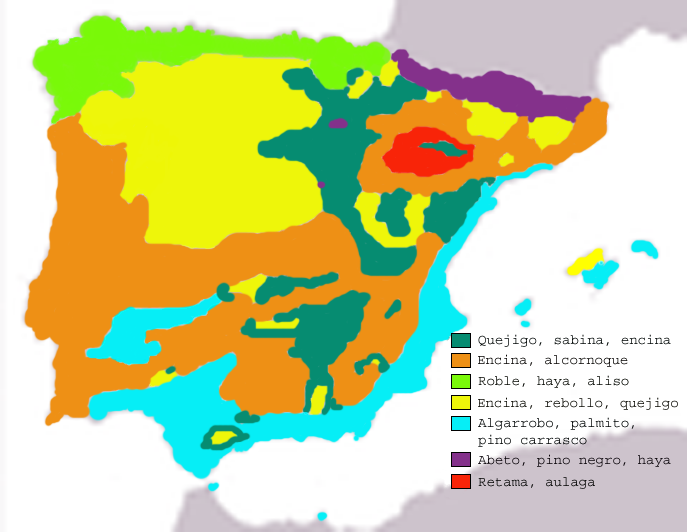
Répartition des espèces par région
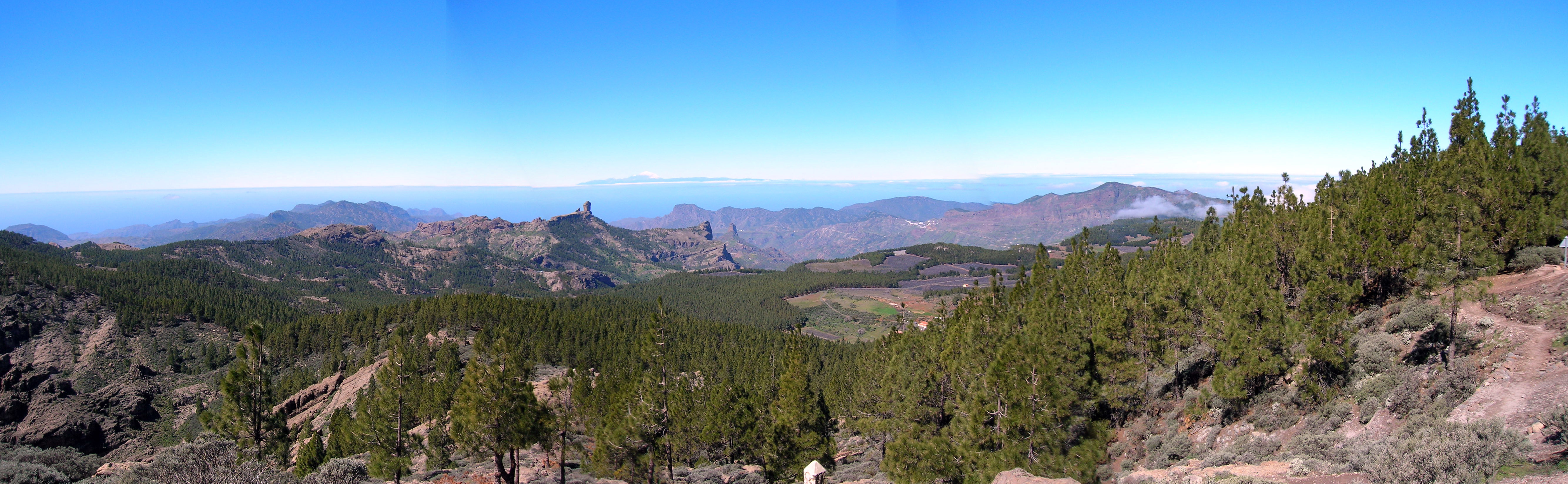
Forêt dans les îles Canaries
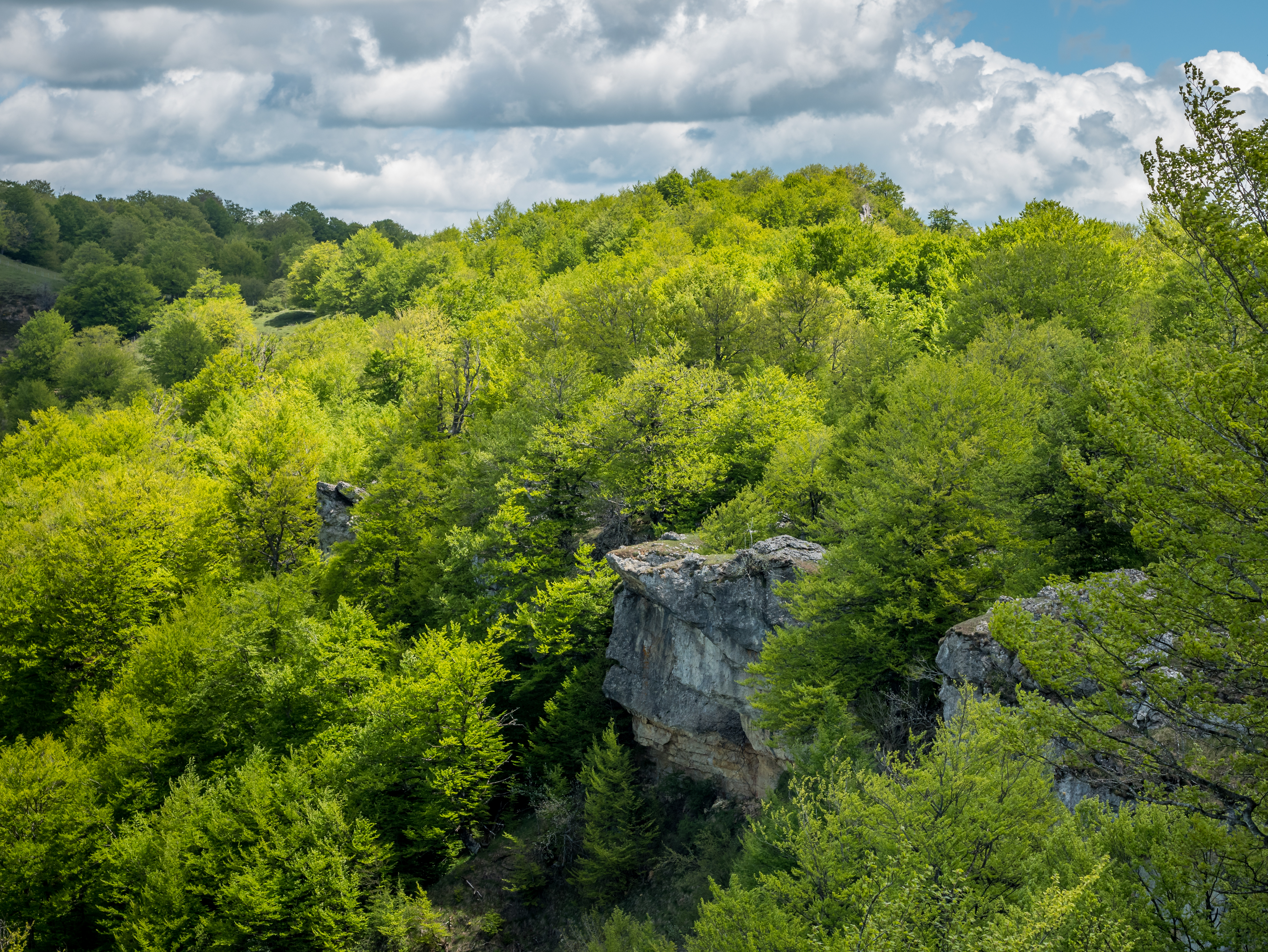
Forêt de hêtres au nord d'Espagne

## Typologie
Les forêts espagnoles sont réparties en trois groupes. Il y a elles qui sont déclarées d'intérêt public (qui ont une influence sur le régime des eaux), celles qui dépendent du ministère des finances (leur conservation correspond à des besoins locaux) et puis tout le reste appartient à des particuliers.

## Exploitation forestière
Le bois est vendu sur pied dans la majorité des cas. La récolte était de 6 millions de m3 par an dans les années 1960, et s'est par la suite stabilisée à 14 millions de m3. L'Espagne manque de bois, et doit importer des produits forestiers.